# Дин Стоквел
Роберт Дин Стоквел (енгл. Robert Dean Stockwell; Лос Анђелес, 5. марта 1936 — Лос Анђелес, 7. новембар 2021) био је амерички филмски и телевизијски глумац, са каријером која је трајала више од 70 година, који се појавио у великом броју филмова и телевизијских серија. Као дете глумац према уговору са Метро-Голдвин-Мејер, први пут је запажен у филмовима попут Дижи сидра (1945), Зелена лета (1946), Џентлменски споразум (1947) и Ким (1950).
Био је номинован за награду Оскар за филм Удата за мафију, за Еми неколико година за редом за серију Квантни скок; освојио је две Награде за најбољег глумца у Кану, и био је номинован пет пута за Златни глобус, од чега је освојио две, једну као најбољи млади глумац а други за најбољу споредну улогу исто за серију Квантни скок.
Као младић, играо је главну улогу у Бродвејској адаптацији романа Мејера Левина 1957. и филмској 1959. године под истоименим насловом Порив, а 1962. Стоквел је глумио и Едмунда Тајрона у филмској верзији истоимене драме Јуџина О’Нила Дуго путовање у ноћ. Појавио се у споредним улогама у филмовима попут Париз, Тексас (1984), Живети и умрети у Л.А.-у (1985), Дина (1984), Плави сомот (1986) и Полицајац са Беверли Хилса 2 (1987). Добио је позитивне критике за свој наступ у филму Удата за мафију (1988), за који је добио номинацију за Оскара за најбољег споредног глумца. Потом је имао улоге у „Играчу“ (1992) и филму „Председнички авион“ (1997).
Његове телевизијске улоге укључују играње контра адмирала Алберта "Ал" Калавићија у серији Квантни скок (1989-1993) и Брата Џона Кејвил-а у серији Сајфај канала Свемирска крстарица Галактика (2004–2009). Након улога у Квантном скоку и Свемирској крстарици Галактика, Стоквел се појавио на бројним конвенцијама научне фантастике.